# Hachtsee
Der Hachtsee ist nach Austrocknen des Originalsees ein künstlich angelegtes Stillgewässer in der oberbayerischen Gemeinde Obersöchering. Er gehört zum FFH-Gebiet Moor- und Drumlinlandschaft zwischen Hohenkasten und Antdorf.
Nahe dem Hachtsee liegen die gleichnamige Einöde mit einem privaten Gestüt und der Weiler Reinthal.